# Meszadi Azizbekow
Meszadi Azizbekow lub Azizbejow, oryg. az. Məşədi Əzim bəy oğlu Əzizbəyov, (ur. 6 stycznia 1876 w Baku, zm. 20 września 1918) – azerski komunista i rewolucjonista.

## Młodość i wczesna działalność
Azizbekow urodził się w rodzinie murarza. Ukończył szkołę średnią w Baku, a następnie uczył się w szkole inżynierskiej w Petersburgu. W 1896 wstąpił do SDPRR i brał udział w rozruchach studenckich. W 1899 rozpoczął naukę w Petersburskim Instytucie Technologicznym na wydziale elektrycznym, kończąc ją w 1908.

## Rewolucjonista
Wziął udział w rewolucji 1905, potem działał w bakijskich związkach zawodowych. W czasie I wojny światowej brał udział w organizowaniu pomocy humanitarnej dla mieszkańców miasta.
Po rewolucji lutowej został wybrany do Bakijskiej Rady Robotników, działał też w Muzułmańskiej Partii Socjalistycznej. Był działaczem Komuny Bakijskiej. Podzielił los pozostałych jej przywódców, rozstrzelany przez Brytyjczyków po nieudanej próbie ucieczki.

## Pamięć po Azizbekowie w ZSRR
Imieniem Azizbekowa nazwano trzy miasta w Armenii – Wajk, Aregnadem i Zarritap. Jego imię nosiła stacja metra (nazwę zmieniono w 2011) oraz dzielnica w Baku.